# ان آی ام ۸۱۱

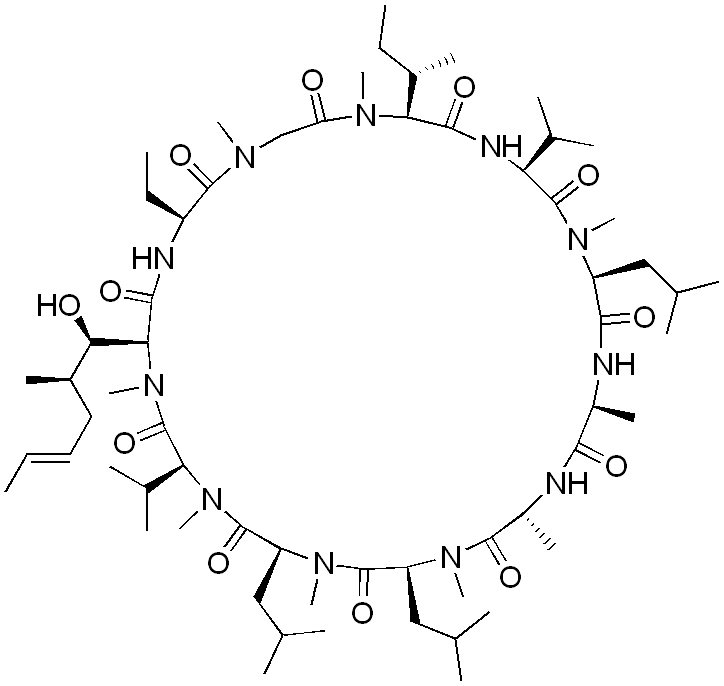
NIM811 یا N-methyl-4-isoleucine cyclosporin

ان آی ام ۸۱۱ (به انگلیسی: NIM811) با فرمول شیمیایی C۶۲H۱۱۱N۱۱O۱۲ یک ترکیب شیمیایی با شناسه پاب‌کم ۶۴۷۳۸۷۶ است. که جرم مولی آن ۱۲۰۲٫۶۱ گرم بر مول می‌باشد.